# En vingård Gud planterat har
En vingård Gud planterat har är en psalm av Severin Cavallin. Melodin är en tonsättning av Johann Crüger från 1653, enligt Koralbok för Nya psalmer, 1921 samma melodi som till psalmen Min högsta skatt, o Jesu kär (1819 nr 186) och Om Jesus med i skeppet är (1921 nr 640).

## Publicerad som
- Nr 138 i Hemlandssånger 1891 under rubriken "Kyrkan".
- Nr 527 i Nya psalmer 1921, tillägget till 1819 års psalmbok under rubriken "Kyrkan och nådemedlen: Kyrkans och hennes uppgift".